# Central hidroeléctrica Sauzalito
La central hidroeléctrica Sauzalito es una central hidroeléctrica de pasada que aprovecha las aguas del lago Rapel formado por los ríos Tinguiririca y Cachapoal para producir 12 MW. Está ubicada a 13 km al oriente de Rancagua e inició su producción en 1959.
Las cuatro centrales, Pangal, Coya, Sauzal y Sauzalito, se ubican en el cauce superior de la hoya del río Cachapoal: Pangal sobre el río Pangal, Coya capta aguas de los ríos Pangal y Cachapoal y está ubicada no lejos de la junta de ambos ríos. Las centrales Sauzal y Sauzalito se encuentran aguas abajo de las anteriores en el río cachapoal.: 103–104 
El caudal turbinable de la central es de 45 m³/s y su altura de caída es de 25 m con lo que mueve una turbina Kaplan de eje vertical.

Centrales hidroeléctricas de pasada en la cuenca alta del río Cachapoal.

| Central hidroeléctrica           | Altura de caída m | Caudal m³/s | Potencia instalada MW |
| -------------------------------- | ----------------- | ----------- | --------------------- |
| Central hidroeléctrica Pangal    | 448,0             | 6,8         | 24,0                  |
| Central hidroeléctrica Coya      | 134,0             | 27,8        | 30,0                  |
| Central hidroeléctrica Sauzal    | 115,3             | 76,2        | 76,8                  |
| Central hidroeléctrica Sauzalito | 25,7              | 45,0        | 9,5                   |
| Total                            |                   |             | 140,3                 |